# متیو فونتین
متیو فونتین (انگلیسی: Matthieu Fontaine؛ زادهٔ ۹ آوریل ۱۹۸۷) بازیکن فوتبال اهل فرانسه است.
از باشگاه‌هایی که در آن بازی کرده‌است می‌توان به باشگاه فوتبال استاد رنس، باشگاه ورزشی آمیان، و باشگاه فوتبال لانس اشاره کرد.